# Эссены

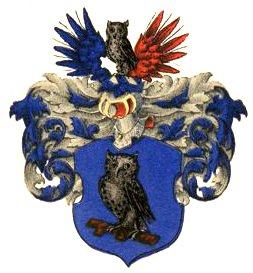
Герб Эссена

Эссен — фамилия, принадлежавшая нескольким немецко-шведским дворянским родам (разного происхождения).
Существует несколько дворянских родов Эссен, происходящих от древних лифляндских дворян, и других, более позднего происхождения. К последним можно отнести русский дворянский род Эссенов (без приставки фон), родоначальником которого был Санкт-Петербургский военный генерал-губернатор, член государственного совета, генерал от инфантерии Пётр Кириллович Эссен (1772—1844), возведённый в 1833 году в графское достоинство Российской империи.
В 1835 году Высочайше повелено графу Якову Ивановичу Стенбок-Фермор, женатому на единственной дочери Петра Кирилловича, Александре, принять фамилию тестя и именоваться Эссен-Стенбок-Фермор.
Самым многочисленным является род фон Эссенов, родоначальником которого был остзейский дворянин Томас фон Эссен. К данному роду относятся такие государственные деятели многих стран, как Ханс Хенрик фон Эссен (Hans Heinrich, Шведский рейхс и фельдмаршал, генерал-губернатор Норвегии, позднее губернатор Скании, возведён в графское достоинство Шведского королевства), Отто Васильевич (Otto Wilhelm; статс-секретарь Е. И. В., тайный советник, сенатор, товарищ министра юстиции Российской Империи), Николай Оттович (русский адмирал, командующий Балтийским флотом, участник Русско-японской войны). Потомки рода сейчас живут во многих странах Европы и обеих Америк. Есть потомки и в России.

## Описания гербов
Графский герб Эссена представляет щит, рассечённый горизонтально. От главы — в золотом поле возникающий государственный орёл с тремя коронами, имеющий на груди в щитке вензелевое имя императора Николая I. В нижней же половине гербового щита — в серебряном поле единорог, бегущий влево, и за ним дерево.
Щит увенчан графской короной и под ней три шлема, в нашлемниках имеющие: с боков по три страусовых пера, а в средине — возникающий единорог. Намёт: направо — красный с золотом, налево — лазуревый с серебром. Щитодержцы — воины с копьями, в шишаках. Девиз: «Верою и верностью». Герб графа Эссен внесён в Часть 11 Общего гербовника дворянских родов Всероссийской империи, стр. 8.
Герб остзейского рода фон Эссенов: В голубом поле сова, сидящая на поваленном бревне с двумя сучками вниз. Щит увенчан повернутым дворянским шлемом с голубо-серебряным бурелетом. Нашлемник — сова, между голубым и красным распростертыми орлиными крыльями. Намет голубой с серебром.

## Известные представители рода
- Эссен, Александр Антонович (1829—1888) — генерал-лейтенант, начальник 6-й кавалерийской дивизии.
- Эссен, Антон:[править]  -  Эссен, Антон Антонович (1797—1863) — генерал от кавалерии, начальник гвардейской кирасирской дивизии.
  -  Эссен, Антон Оттович фон (1863—1919) — губернатор Петроковской губернии, помощник Варшавского генерал-губернатора, сенатор, егермейстер.
- Эссен, Александр Александрович фон (1748—1805) — генерал-лейтенант, шеф Черниговского драгунского полка
- Эссен, Иван Николаевич (1759—1813) 1-й — генерал-лейтенант, каменец-подольский военный губернатор, рижский военный губернатор.
- Эссен, Льюис (1908—1997) — английский физик-экспериментатор.
- Эссен, Николай:[править]  -  Эссен, Николай Иванович (1817—1880) — самарский городской голова.
  -  Эссен, Николай Карлович (1885—1945) — полковник Российской императорской армии, генеалог.
  -  Эссен, Николай Оттович фон (1860—1915) — русский адмирал, командующий Балтийским флотом.
- Эссен, Отто Васильевич фон (1761—1834) — капитан-лейтенант, эстляндский губернатор
- Эссен, Пётр Кириллович 3-й (1772—1844) — генерал-лейтенант, Оренбургский и Петербургский военный генерал-губернатор
- Эссен, Рейнгольд-Вильгельм Иванович (1722—1788) — генерал-поручик, участник Семилетней войны, Ревельский обер-комендант.
- Эссен, Ханс Хенрик (1755—1824) — шведский фельдмаршал и государственный деятель.
- Эссен, Христофор фон (1717 — ?) — генерал-поручик[1].

Кавалеры ордена Святого Георгия IV класса:
- Эссен, Ганс Генрик фон де (1755—1824) — адъютант шведского короля Густава III, губернатор Стокгольма, Померании, посол во Франции. N 2763; 18 декабря 1813
- Эссен, Генрих Иванович; майор; № 5257; 1 декабря 1835
- Эссен, Густав Иванович; майор; № 2061 (932); 17 февраля 1809
- Эссен, Максим Карлович; подпоручик; № 4657; 25 декабря 1831